# San Nicolas (Batangas)
San Nicolas ist eine philippinische Stadtgemeinde in der Provinz Batangas. Sie hat 22.623 Einwohner (Zensus 1. August 2015).

## Baranggays
San Nicolas ist politisch unterteilt in 18 Baranggays.
| - Abelo - Balete - Baluk-baluk - Bancoro - Bangin - Calangay - Hipit - Maabud North - Maabud South | - Munlawin - Pansipit - Poblacion - Santo Niño - Sinturisan - Tagudtod - Talang - Alas-as - Pulang-Bato |